# Automobiles Chenu
Automobiles Chenu war ein französischer Hersteller von Automobilen.

## Unternehmensgeschichte
Das Unternehmen aus Paris begann 1903 mit der Produktion von Automobilen. Der Markenname lautete Chenu. 1907 endete die Automobilproduktion. Außerdem entstanden Flugmotoren.

## Fahrzeuge
Angeboten wurden die Modelle 9 CV mit Einzylindermotor, 12 CV mit Zweizylindermotor sowie 12 CV, 30 CV und 40 CV mit Vierzylindermotoren. Außerdem gab es das Modell 20 CV, das 1903 am Autorennen Paris–Madrid teilnahm. Alle Modelle waren mit Einbaumotoren von De Dion-Bouton ausgestattet. Die kleinen Modelle verfügten über Kardanantrieb, die Vierzylindermodelle über Kettenantrieb. 1906 standen 14 CV, 20 CV, 50 CV, 90 CV und 100 CV im Angebot, wobei es unklar ist, ob die stärkeren Modelle tatsächlich hergestellt wurden.